# Black Skinhead
Singles de Kanye West
Clique
(2012) Bound 2
(2013)
Black Skinhead (parfois stylisé en BLKKK SKKKN HEAD) est un single du rappeur américain Kanye West, issu de son sixième album studio, Yeezus (2013). La chanson est choisie en tant que premier single dans l'exploitation de l'album et est commercialisé le 4 juillet 2013. La chanson est utilisée dans la bande-annonce de films comme Le Loup de Wall Street ou Atomic Blonde.

## Clip
Kanye West travaille avec le photographe Nick Knight pendant 5 mois sur le clip. Le 8 juillet 2013, une version fuite sur Internet. Peu de temps après, Kanye West explique que cette version est incomplète et sortie sans son accord. Le 21 juillet 2013, la version finale est publiée sur son site internet officiel,.

## Liste des pistes
| 1. | Black Skinhead (New mix)       | 3:25 |
| 2. | Black Skinhead (Version album) | 3:08 |

## Classement hebdomadaire
| Classement (2013)              | Meilleure position |
| ------------------------------ | ------------------ |
| Canada (Hot 100)               | 66                 |
| Corée du Sud (Gaon)            | 6                  |
| Écosse (OCC)                   | 31                 |
| États-Unis (Hot 100)           | 69                 |
| États-Unis (R&B/Hip-Hop Songs) | 21                 |
| États-Unis (Rap Songs)         | 15                 |
| France (SNEP)                  | 105                |
| Royaume-Uni (UK Singles Chart) | 34                 |
| Royaume-Uni (UK R&B Chart)     | 6                  |

## Historique
| Région     | Date           | Format                 | Label   |
| ---------- | -------------- | ---------------------- | ------- |
| États-Unis | 4 juillet 2013 | Téléchargement digital | Def Jam |